# Залесе (Лімановський повіт)
Залесе (пол. Zalesie) — село в Польщі, у гміні Камениця Лімановського повіту Малопольського воєводства.
Населення — 1015 осіб (2011).
У 1975—1998 роках село належало до Новосондецького воєводства.

## Географія
У селі бере початок потік Зблюдза.

## Демографія
Демографічна структура станом на 31 березня 2011 року:
|          | Загалом | Допрацездатний вік | Працездатний вік | Постпрацездатний вік |
| -------- | ------- | ------------------ | ---------------- | -------------------- |
| Чоловіки | 513     | 139                | 326              | 48                   |
| Жінки    | 502     | 149                | 266              | 87                   |
| Разом    | 1015    | 288                | 592              | 135                  |